# Damallsvenskan 2006
La Damallsvenskan 2006 è stata la 19ª edizione della massima divisione del campionato svedese femminile di calcio. Il campionato è iniziato il 17 aprile 2006 e si è concluso il successivo 29 ottobre. L'Umeå IK ha vinto il campionato per la quinta volta nella sua storia sportiva.
Migliore marcatrice del torneo è stata Lotta Schelin, del Kopparbergs/Göteborg, con 21 reti realizzate.

## Stagione

### Novità
Dalla Damallsvenskan 2005 sono stati retrocessi in Division 1 l'AIK e lo Själevads IK. Dalla Division 1 sono stati promossi il Bälinge, che torna in Damallsvenskan dopo una sola stagione in cadetteria, e lo Jitex BK, tornato al campionato di vertice dopo 9 stagioni dalla retrocessione del 1997, primi classificati rispettivamente nei gironi Norra (Nord) e Södra (Sud).

### Formato
Le 12 squadre si affrontano in un girone all'italiana con partite di andata e ritorno, per un totale di 22 giornate. La squadra prima classificata è campione di Svezia, e accede alla UEFA Women's Cup 2006-2007, mentre le ultime due classificate retrocedono in Division 1.

## Squadre partecipanti
| Club                 | Città                | Stadio                     | Stagione 2005                |
| -------------------- | -------------------- | -------------------------- | ---------------------------- |
| Bälinge              | Bälinge              | Årsta IP Konstgräs         | 1º posto in Division 1 Norra |
| Djurgården/Älvsjö    | Stoccolma            | Kristinebergs Idrottsplats | 3º posto in Damallsvenskan   |
| Hammarby             | Södermalm, Stoccolma | Hammarby Idrottsplats      | 9º posto in Damallsvenskan   |
| Jitex BK             | Mölndal              | Åbyvallen                  | 1º posto in Division 1 Södra |
| KIF Örebro           | Örebro               | Behrn Arena                | 7º posto in Damallsvenskan   |
| Kopparbergs/Göteborg | Göteborg             | Valhalla Idrottsplats      | 5º posto in Damallsvenskan   |
| Linköping            | Linköping            | Linköping Arena            | 4º posto in Damallsvenskan   |
| Mallbackens IF Sunne | Mallbacken           | Strandvallen               | 8º posto in Damallsvenskan   |
| Malmö FF             | Malmö                | Malmö Idrottsplats         | 2º posto in Damallsvenskan   |
| QBIK                 | Karlstad             | Tingvalla Idrottsplats     | 10º posto in Damallsvenskan  |
| Sunnanå SK           | Skellefteå           | Norrvalla Idrottsplats     | 6º posto in Damallsvenskan   |
| Umeå IK              | Umeå                 | Gammliavallen              | Campione di Svezia           |

## Classifica finale
Fonte: sito ufficiale.
|  | Pos. | Squadra              | Pt | G  | V  | N | P  | GF | GS | DR  |
|  | ---- | -------------------- | -- | -- | -- | - | -- | -- | -- | --- |
|  | 1.   | Umeå IK              | 64 | 22 | 21 | 1 | 0  | 74 | 11 | +63 |
|  | 2.   | Djurgården/Älvsjö    | 43 | 22 | 13 | 4 | 5  | 61 | 23 | +38 |
|  | 3.   | Linköping            | 41 | 22 | 12 | 5 | 5  | 43 | 25 | +18 |
|  | 4.   | Malmö FF             | 40 | 22 | 11 | 7 | 4  | 41 | 23 | +18 |
|  | 5.   | Kopparbergs/Göteborg | 35 | 22 | 10 | 5 | 7  | 44 | 36 | +8  |
|  | 6.   | KIF Örebro           | 29 | 22 | 8  | 5 | 9  | 33 | 33 | 0   |
|  | 7.   | Hammarby             | 29 | 22 | 8  | 5 | 9  | 34 | 33 | +1  |
|  | 8.   | Sunnanå SK           | 27 | 22 | 8  | 3 | 11 | 26 | 33 | −7  |
|  | 9.   | Bälinge              | 19 | 22 | 4  | 7 | 11 | 16 | 41 | −25 |
|  | 10.  | QBIK                 | 15 | 22 | 2  | 9 | 11 | 18 | 51 | −33 |
|  | 11.  | Jitex BK             | 13 | 22 | 2  | 7 | 13 | 17 | 59 | −42 |
|  | 12.  | Mallbackens IF Sunne | 11 | 22 | 3  | 2 | 17 | 15 | 44 | −29 |

Legenda:
      Campione di Svezia e ammessa alla UEFA Women's Cup 2006-2007.
      Retrocesse in Division 1.
Note:
Tre punti a vittoria, uno a pareggio, zero a sconfitta.

## Risultati

### Tabellone
|                   | Bäl  | D/Ä  | Ham  | Jit  | KIF  | KGö  | Lin  | Mal  | MFF  | QBI  | Sun  | UmI  |
| ----------------- | ---- | ---- | ---- | ---- | ---- | ---- | ---- | ---- | ---- | ---- | ---- | ---- |
| Bälinge           | ---- | 0-3  | 1-3  | 1-0  | 1-1  | 2-6  | 1-5  | 2-0  | 0-2  | 0-0  | 0-2  | 0-3  |
| Djurgården/Älvsjö | 1-0  | ---- | 5-1  | 5-1  | 1-0  | 2-3  | 6-2  | 3-0  | 1-1  | 7-0  | 3-0  | 0-1  |
| Hammarby          | 1-1  | 0-4  | ---- | 4-0  | 3-0  | 4-1  | 3-0  | 2-0  | 2-0  | 2-2  | 1-1  | 0-2  |
| Jitex BK          | 1-1  | 0-6  | 2-2  | ---- | 0-3  | 2-2  | 0-0  | 1-0  | 0-2  | 1-1  | 1-1  | 0-6  |
| KIF Örebro        | 3-1  | 2-2  | 3-1  | 1-0  | ---- | 1-4  | 1-2  | 2–0  | 0–0  | 1–1  | 3–0  | 1–2  |
| K. Göteborg       | 0-1  | 1-2  | 4-0  | 3-0  | 3-2  | ---- | 2–1  | 3–0  | 3–3  | 3–1  | 1–0  | 2–3  |
| Linköping         | 0-0  | 1-1  | 1–0  | 4–0  | 3–2  | 3–0  | ---- | 3–0  | 2–2  | 3–0  | 2–0  | 0–1  |
| Mallbackens IF    | 1-1  | 0-4  | 4–1  | 1–2  | 2–3  | 0–2  | 1–3  | ---- | 0–2  | 2–0  | 0–2  | 0–3  |
| Malmö FF          | 1-0  | 4-1  | 1–1  | 6–1  | 2–0  | 3–0  | 2–2  | 0–1  | ---- | 3–1  | 2–0  | 0–4  |
| QBIK              | 1-1  | 1-1  | 2–1  | 1–1  | 2–2  | 0–0  | 0–3  | 2–0  | 0–3  | ---- | 1–3  | 2–5  |
| Sunnanå           | 0–2  | 3–2  | 1–2  | 3–1  | 0–2  | 2–0  | 1–2  | 2–0  | 2–2  | 3–0  | ---- | 0-1  |
| Umeå IK           | 7–0  | 2–1  | 8–0  | 6–3  | 3–0  | 1–1  | 2–1  | 1–0  | 2–0  | 6–0  | 5–0  | ---- |

## Statistiche

### Classifica marcatrici
Fonte: sito ufficiale.
| Gol |  |  | Giocatore               | Squadra           |
| --- |  |  | ----------------------- | ----------------- |
| 21  |  |  | Lotta Schelin           | K. Göteborg       |
| 20  |  |  | Marta                   | Umeå IK           |
| 19  |  |  | Ásthildur Helgadóttir   | Malmö FF          |
| 18  |  |  | Victoria Svensson       | Djurgården/Älvsjö |
| 14  |  |  | Malin Moström           | Umeå IK           |
| 13  |  |  | Maria Aronsson          | Linköping         |
| 13  |  |  | Sara Johansson          | Hammarby          |
| 11  |  |  | Laura Österberg Kalmari | Djurgården/Älvsjö |
| 11  |  |  | Hanna Ljungberg         | Umeå IK           |
| 9   |  |  | Lise Klaveness          | Umeå IK           |
| 9   |  |  | Therese Lundin          | Malmö FF          |